# Józef Woźniakowski
Józef Marek Woźniakowski (ur. 26 kwietnia 1947 w Łodzi) – polski menedżer, przedsiębiorca, chemik i urzędnik państwowy, w latach 2002–2003 prezes Agencji Własności Rolnej Skarbu Państwa, w latach 2003–2004 podsekretarz stanu w Ministerstwie Skarbu Państwa.

## Życiorys
W 1973 ukończył studia chemiczne na Wydziale Matematyczno-Fizyczno-Chemicznym Uniwersytetu Łódzkiego, po czym pracował przez 4 lata jako starszy asystent w Zakładzie Chemii Nieorganicznej. W trakcie studiów działał w Zrzeszeniu Studentów Polskich. Zdobył także uprawnienia wykwalifikowanego rolnika i maklera giełdowego.
W 1976 roku był dyrektorem okręgu w Stowarzyszeniu Autorów ZAiKS, a w latach 1977–1981 dyrektorem naczelnym w Zakładach Artystycznych „ART”. Pracował następnie w firmach jako dyrektor, a od 1990 do 1992 prowadził działalność gospodarczą. Następnie pozostawał prezesem spółki w likwidacji i dyrektorem zarządzającym Bankowego Domu Handlowego. W latach 1996–1997 był radcą ministra spraw wewnętrznych i administracji, po czym zaczął prowadzenie biura doradztwa gospodarczego. W czerwcu 2002 zasiadł w radzie nadzorczej PKN Orlen. Działał w łódzkich strukturach Sojuszu Lewicy Demokratycznej. Pełnił funkcje społeczne w Fundacji Ochrony Polsko-Niemieckiego Dziedzictwa Kulturowego, w Stowarzyszeniu DOM Polski i Stowarzyszeniu „Ordynacka”.
Od 1 listopada 2002 do 13 lutego 2003 pełnił funkcję prezesa Agencji Własności Rolnej Skarbu Państwa, a następnie od 13 lutego 2003 do 2004 był podsekretarzem stanu w Ministerstwie Skarbu Państwa, odpowiedzialnym za część nadzoru właścicielskiego (m.in. nad sektorami przemysłu lekkiego, farmaceutycznego i mięsnego).
W lutym 2025 wstąpił do PO.
W 2000 otrzymał Krzyż Kawalerski Orderu Odrodzenia Polski.

## Życie prywatne
Żonaty, ma córkę. 